# Armadillo affinis
Armadillo affinis là một loài chân đều trong họ Armadillidae. Loài này được Dana miêu tả khoa học năm 1853.